# Gare de Croix-L'Allumette
Pour les articles homonymes, voir Gare de Croix.
Ne doit pas être confondu avec Gare de Croix - Wasquehal.
La gare de Croix-L'Allumette est une gare ferroviaire française de la ligne de Fives à Mouscron (frontière), située sur le territoire de la commune de Croix, dans le département du Nord, en région Hauts-de-France.
C'est une halte de la Société nationale des chemins de fer français (SNCF), desservie par des trains TER Hauts-de-France.

## Situation ferroviaire
Établie à 36 mètres d'altitude, la gare de Croix-L'Allumette est située au point kilométrique (PK) 8,530 de la ligne de Fives à Mouscron (frontière), entre les gares de Croix - Wasquehal et de Roubaix.

## Service des voyageurs

### Accueil
Halte de la SNCF, c'est un point d'arrêt non géré (PANG) à entrée libre. Elle est équipée d'abris de quai.

### Dessertes
Croix-L'Allumette est desservie par des trains TER Hauts-de-France, qui effectuent des missions entre les gares : de Lille-Flandres et de Tourcoing, ou d'Anvers-Central.

### Intermodalité
Un parking est aménagé à ses abords.
La gare est desservie par la ligne 36 du réseau Ilévia.